# Mark Chung

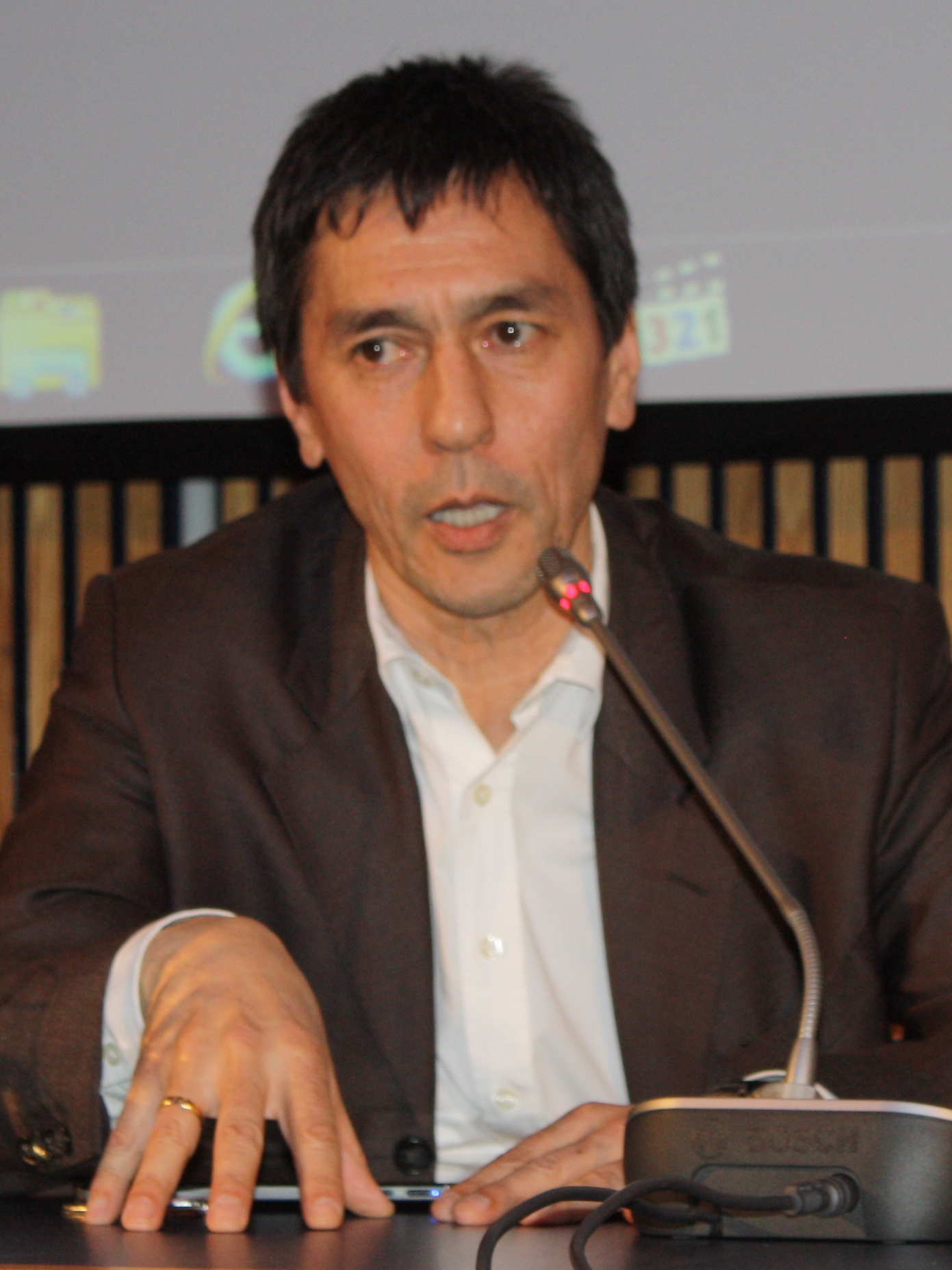
Mark Chung 2012 auf der Musikmesse Frankfurt

Mark Chung (* 3. Juni 1957 in Leeds, England) ist ein deutscher Musiker und Musikverleger. Bekannt wurde er als Bassist der Gruppe Einstürzende Neubauten.

## Leben und Wirken
Chung ist der Sohn eines chinesischen Arztes und einer deutschen Krankenschwester. Er wuchs in England, Jamaika und Deutschland auf. Ab 1980 spielte er bei der Band Abwärts (Hamburg) Bass, bis er Anfang 1982 Bassist der Band Einstürzende Neubauten (Berlin) wurde. Chung hat Einstürzende Neubauten nach der Aufnahme des Albums Faustmusik 1994 verlassen und sich auf seine Arbeit in der Musikindustrie konzentriert.
Chung gründete 1984 den Musikverlag Freibank Music Publishing. Die Urheberrechte der Einstürzende Neubauten und mittlerweile zahlreicher anderer Künstler werden vom Freibank Music Publishing wahrgenommen. 1996 siedelte er über nach London als Senior Vice President von Sony Music Entertainment International. Nach neun Jahren bei Sony kehrte Mark Chung im Jahr 2005  zurück nach Deutschland in die Geschäftsführung der Freibank und eröffnete in Berlin eine zweite Niederlassung. Mark Chung war von 2006 bis 2012 ebenfalls Vorstandsvorsitzender des VUT Verband unabhängiger Tonträgerunternehmen, Musikverlage und Musikproduzenten und ist seit 2007 Mitglied des Aufsichtsrats der Initiative Musik gGmbH.
Mark Chung ist verheiratet, hat zwei Söhne und eine Tochter.

## Filmografie (Auswahl)
- 1983: Decoder (Spielfilm), Regie: Muscha (Darsteller)
- 1992: Rollo Aller! 2 (Kurzfilm), Regie: Henrik Peschel (Darsteller)
- 2000: Hör mit Schmerzen (Dokumentarfilm), Regie: Christian Beetz, Birgit Herdlitschke (Mitwirkung)
- 2009: Elektrokohle (Von Wegen) (Dokumentarfilm), Regie: Uli M Schueppel (Mitwirkung)